# Nordic Opening 2013-2014
Navigation
2012 2014
La quatrième édition du Nordic Opening s'est déroulée du 29 novembre 2013 au 1er décembre 2013. Cette compétition est intégrée à la coupe du monde de ski de fond 2013-2014 et est organisée par la Fédération internationale de ski. Les trois étapes de ce "mini-tour" sont disputées à Kuusamo en Finlande. 

## Informations
Le vainqueur du classement général marque 200 points et les vainqueurs d'étapes marquent 50 points soit la moitié des points normalement attribués pour une victoire dans une étape de la Coupe du monde.
| Place  | 1   | 2   | 3   | 4   | 5  | 6  | 7  | 8  | 9  | 10 | 11 | 12 | 13 | 14 | 15 | 16 | 17 | 18 | 19 | 20 | 21 | 22 | 23 | 24 | 25 | 26 | 27 | 28 | 29 | 30 |
| ------ | --- | --- | --- | --- | -- | -- | -- | -- | -- | -- | -- | -- | -- | -- | -- | -- | -- | -- | -- | -- | -- | -- | -- | -- | -- | -- | -- | -- | -- | -- |
| Points | 200 | 160 | 120 | 100 | 90 | 80 | 72 | 64 | 58 | 52 | 48 | 44 | 40 | 36 | 32 | 30 | 28 | 26 | 24 | 22 | 20 | 18 | 16 | 14 | 12 | 10 | 8  | 6  | 4  | 2  |

| Place  | 1  | 2  | 3  | 4  | 5  | 6  | 7  | 8  | 9  | 10 | 11 | 12 | 13 | 14 | 15 | 16 | 17 | 18 | 19 | 20 | 21 | 22 | 23 | 24 | 25 | 26 | 27 | 28 | 29 | 30 |
| ------ | -- | -- | -- | -- | -- | -- | -- | -- | -- | -- | -- | -- | -- | -- | -- | -- | -- | -- | -- | -- | -- | -- | -- | -- | -- | -- | -- | -- | -- | -- |
| Points | 50 | 46 | 43 | 40 | 37 | 34 | 32 | 30 | 28 | 26 | 24 | 22 | 20 | 18 | 16 | 15 | 14 | 13 | 12 | 11 | 10 | 9  | 8  | 7  | 6  | 5  | 4  | 3  | 2  | 1  |

Il y a donc un maximum de 350 points qui peuvent être marqués si un concurrent gagne toutes les étapes et le classement général.

## Classements finals
| Rang | Nom                    | Temps            |
| ---- | ---------------------- | ---------------- |
| 1    | Martin Johnsrud Sundby | 1 h 4 min 17 s 3 |
| 2    | Maxim Vylegzhanin      | + 0 s 1          |
| 3    | Alexander Legkov       | + 0 s 6          |
| 4    | Maurice Manificat      | + 4 s 0          |
| 5    | Sergueï Oustiougov     | + 4 s 5          |
| 6    | Calle Halfvarsson      | + 4 s 6          |
| 7    | Marcus Hellner         | + 11 s 2         |
| 8    | Chris Andre Jespersen  | + 11 s 7         |
| 9    | Noah Hoffman           | + 12 s 2         |
| 10   | Alexander Bessmertnykh | + 12 s 7         |

| Rang | Nom                        | Temps          |
| ---- | -------------------------- | -------------- |
| 1    | Marit Bjørgen              | 43 min 42 s 1  |
| 2    | Charlotte Kalla            | + 0 s 8        |
| 3    | Therese Johaug             | + 1 s 3        |
| 4    | Justyna Kowalczyk          | + 30 s 9       |
| 5    | Kikkan Randall             | + 1 min 1 s 9  |
| 6    | Astrid Uhrenholdt Jacobsen | + 1 min 2 s 6  |
| 7    | Yulia Tchekaleva           | + 1 min 3 s 9  |
| 8    | Denise Herrmann            | + 1 min 38 s 0 |
| 9    | Heidi Weng                 | + 1 min 38 s 7 |
| 10   | Julia Ivanova              | + 1 min 39 s 1 |

## Évolution des classements

### Hommes
| Étape                                                  | Lieu                                                   | Épreuve                                                | Date                                                   | Vainqueur                                              | Deuxième                                               | Troisième                                              | Leader du classement général                           |                                                        |
| Nordic Opening (29 novembre 2013 au 1er décembre 2013) | Nordic Opening (29 novembre 2013 au 1er décembre 2013) | Nordic Opening (29 novembre 2013 au 1er décembre 2013) | Nordic Opening (29 novembre 2013 au 1er décembre 2013) | Nordic Opening (29 novembre 2013 au 1er décembre 2013) | Nordic Opening (29 novembre 2013 au 1er décembre 2013) | Nordic Opening (29 novembre 2013 au 1er décembre 2013) | Nordic Opening (29 novembre 2013 au 1er décembre 2013) | Nordic Opening (29 novembre 2013 au 1er décembre 2013) |
| ------------------------------------------------------ | ------------------------------------------------------ | ------------------------------------------------------ | ------------------------------------------------------ | ------------------------------------------------------ | ------------------------------------------------------ | ------------------------------------------------------ | ------------------------------------------------------ | ------------------------------------------------------ |
| 1                                                      | Kuusamo                                                | Sprint style classique                                 | 29 novembre 2013                                       | Eirik Brandsdal                                        | Anton Gafarov                                          | Teodor Peterson                                        | Eirik Brandsdal                                        |                                                        |
| 2                                                      | Kuusamo                                                | 10 km classique                                        | 30 novembre 2013                                       | Lukáš Bauer                                            | Eldar Rønning                                          | Dmitri Iaparov                                         | Eldar Rønning                                          |                                                        |
| 3                                                      | Kuusamo                                                | 15 km libre avec handicap                              | 1er décembre 2013                                      | Martin Johnsrud Sundby                                 | Maxim Vylegzhanin                                      | Alexander Legkov                                       | Martin Johnsrud Sundby                                 |                                                        |

### Femmes
| Étape                                                  | Lieu                                                   | Épreuve                                                | Date                                                   | Vainqueur                                              | Deuxième                                               | Troisième                                              | Leader du classement général                           |                                                        |
| Nordic Opening (29 novembre 2013 au 1er décembre 2013) | Nordic Opening (29 novembre 2013 au 1er décembre 2013) | Nordic Opening (29 novembre 2013 au 1er décembre 2013) | Nordic Opening (29 novembre 2013 au 1er décembre 2013) | Nordic Opening (29 novembre 2013 au 1er décembre 2013) | Nordic Opening (29 novembre 2013 au 1er décembre 2013) | Nordic Opening (29 novembre 2013 au 1er décembre 2013) | Nordic Opening (29 novembre 2013 au 1er décembre 2013) | Nordic Opening (29 novembre 2013 au 1er décembre 2013) |
| ------------------------------------------------------ | ------------------------------------------------------ | ------------------------------------------------------ | ------------------------------------------------------ | ------------------------------------------------------ | ------------------------------------------------------ | ------------------------------------------------------ | ------------------------------------------------------ | ------------------------------------------------------ |
| 1                                                      | Kuusamo                                                | Sprint style classique                                 | 29 novembre 2013                                       | Justyna Kowalczyk                                      | Kikkan Randall                                         | Denise Herrmann                                        | Justyna Kowalczyk                                      |                                                        |
| 2                                                      | Kuusamo                                                | 5 km classique                                         | 30 novembre 2013                                       | Justyna Kowalczyk                                      | Marit Bjørgen                                          | Therese Johaug                                         | Justyna Kowalczyk                                      |                                                        |
| 3                                                      | Kuusamo                                                | 10 km libre avec handicap                              | 1er décembre 2013                                      | Charlotte Kalla                                        | Therese Johaug                                         | Marit Bjørgen                                          | Marit Bjørgen                                          |                                                        |